# Singapura

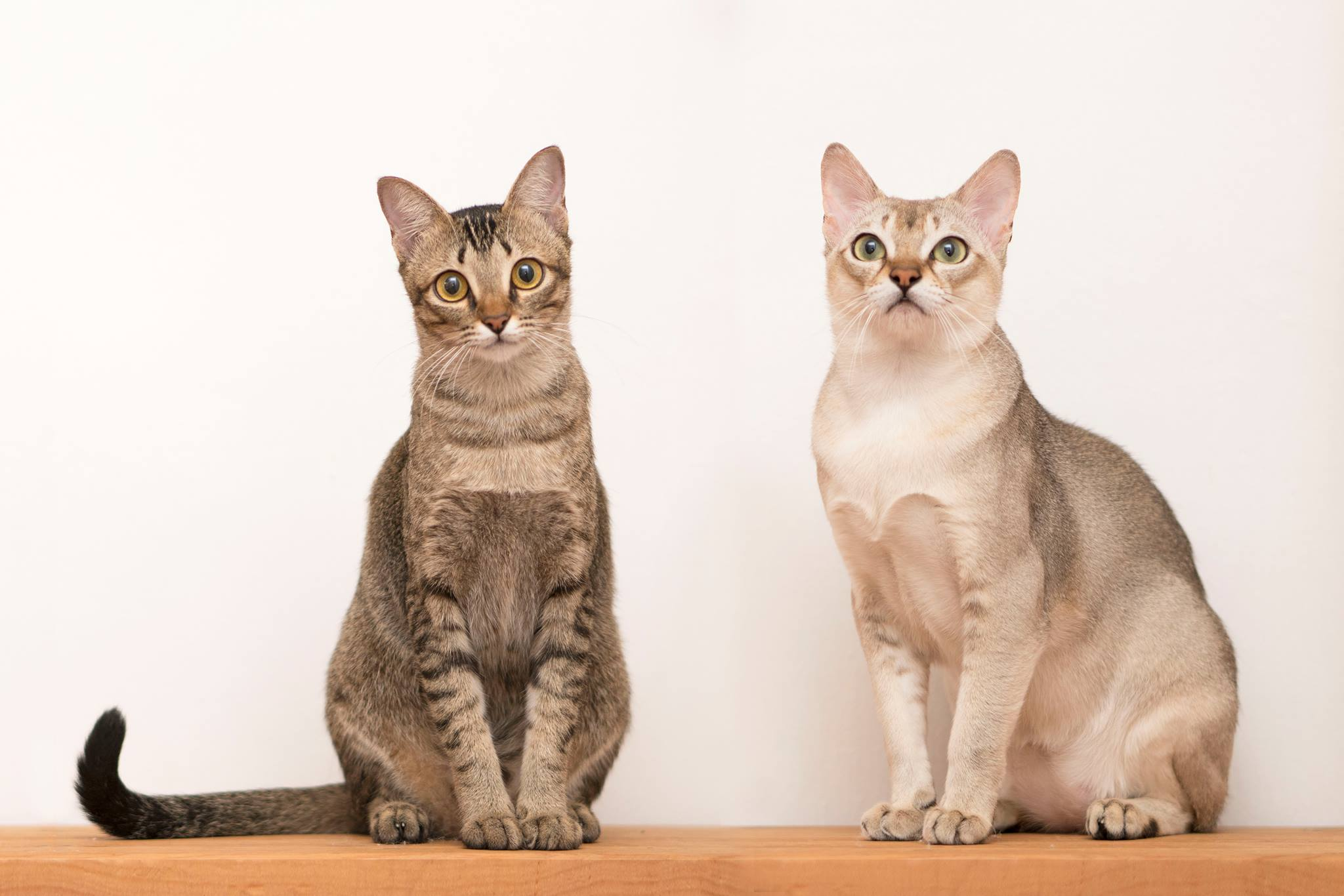
Links een ongefokte natuurlijkvoorkomende huiskat uit Singapore. Rechts een raskat Singapura ontstaan door selectieve fok.

De Singapura is een Singaporees kattenras.

## Geschiedenis
Aan het begin van de jaren 70 van de 20e eeuw vond een kattenfokker uit de Verenigde Staten, Tommy Brody, een groep apart uitziende katten in Singapore. Vanwege zijn verwilderde aard werd hij ook wel 'rioolkat' of 'rivierkat' genoemd. Hij werd zelfs door de Singaporese autoriteiten afgemaakt. Het betrof een redelijk vaak voorkomend lokaal fenotype van de huiskat met een geticked cyperpatroon waarvan een aantal als verwilderde huis/zwerfkat leefde.
Aan het eind van de twintigste eeuw ontstond lokaal belangstelling voor het dier als huiskat geëntemeerd door de belangstelling van westerse toeristen en heeft de Maleisische regering de Singapura uitgeroepen tot Nationale kat en hem omgedoopt tot Kucinta: een woordspeling op kucing ("kat") en (a)ku cinta ("ik houd van"), "liefdeskat" zou een vrije vertaling kunnen zijn. Nadat Brody en anderen een aantal exemplaren meegenomen hadden naar de Verenigde Staten werd een rasstandaard opgesteld en het ras uiteindelijk erkend. Momenteel wordt het op kleine schaal gefokt in de Verenigde Staten en Europa.

## Uiterlijk

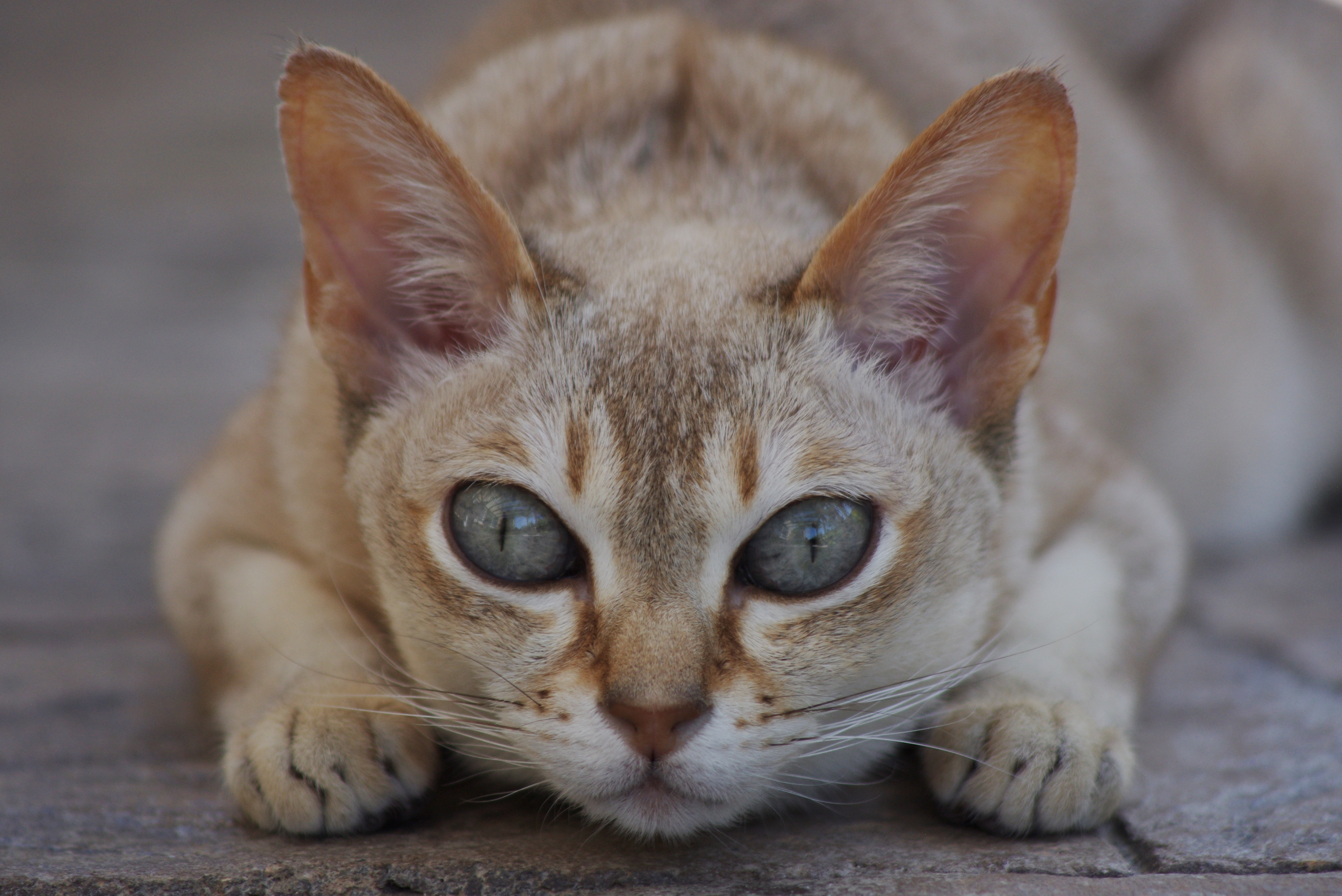
Detail kop

De Singapura is klein, maar stevig en gespierd. Zijn ronde kopje heeft grote oren, die breed aan de onderkant zijn en spits bij de punt, en hij heeft enorme ogen. De nek is dik en kort, de snuit breed en de neus stomp. De neus en ogen zijn zwart omlijnd. De karakteristieke vacht van de singapura heeft een gespikkeld cyperpatroon met alleen wat tekening op de rug en poten. De meest voorkomende kleur is zwart (agoeti); de vacht heeft bruinzwarte spikkels op een ivoorkleurige basis.

## Raskenmerken
- Vacht: fijn, kort, ligt dicht tegen het lichaam, ivoorkleurig met bruinzwarte spikkels
- Ogen: groot, rond, amandelvormig, glanzend, groen of goudkleurig
- Vacht: geticked cyperpatroon
- Overige kenmerken: enorme ogen in een rond kopje en een klein lijfje
- Vachtverzorging: zeer eenvoudig; regelmatig borstelen
- Karakter: aanhankelijk, lief, speels